# Rolf Glasmeier
Rolf Glasmeier (* 28. März 1945 in Pewsum; † 30. März 2003 in Gelsenkirchen) war ein deutscher Künstler, Grafikdesigner und Ausstellungsmacher.

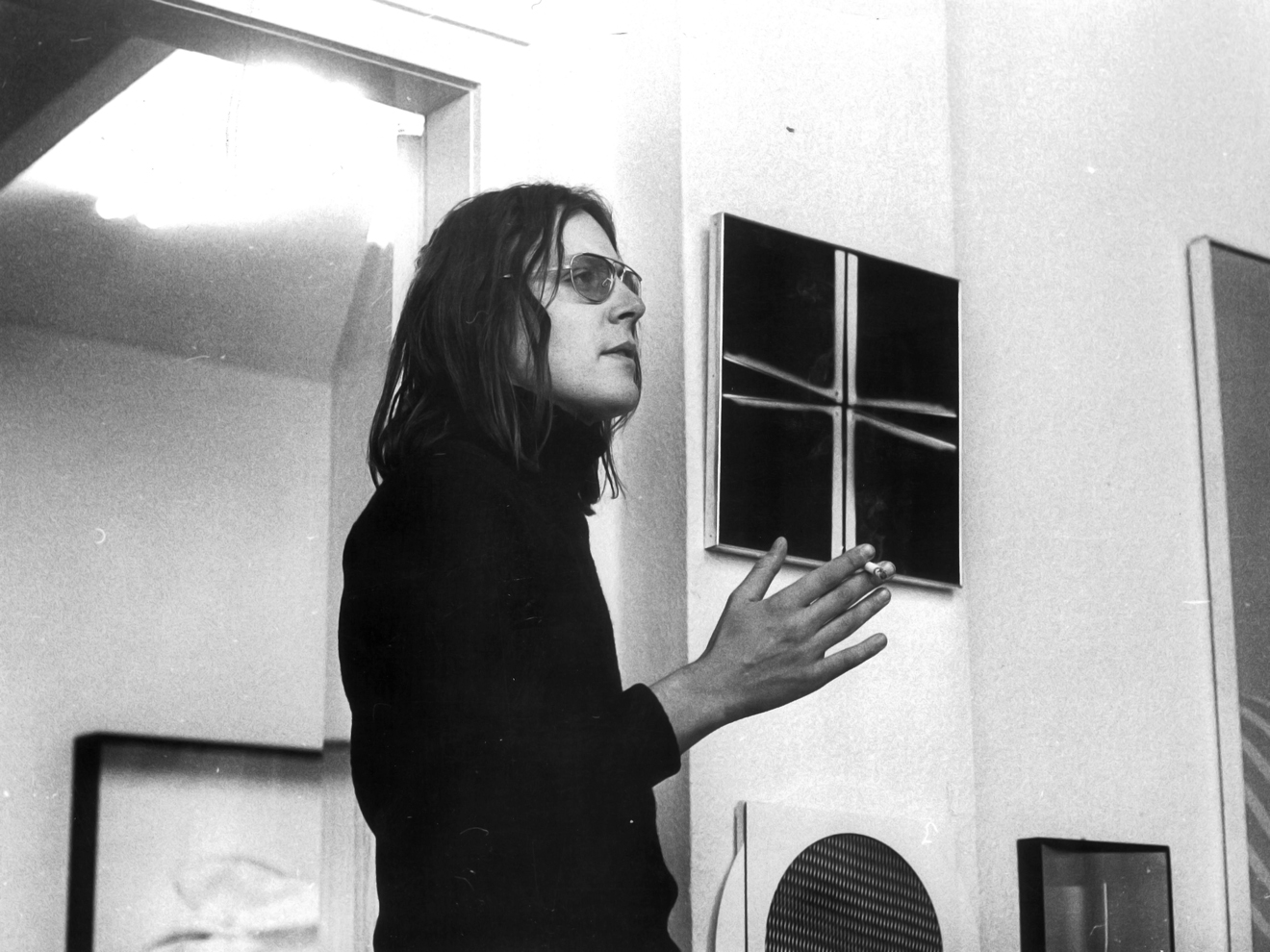
Rolf Glasmeier

## Leben
Rolf Glasmeier wurde 1945 in Pewsum bei Emden geboren. 1949 zog er mit seinen Eltern nach Gelsenkirchen. Nach seiner Ausbildung als Schriftsetzer, die er ab 1962 in Gelsenkirchen absolvierte, studierte er 1965-1968 an der HfG Ulm Visuelle Kommunikation, u. a. bei Otl Aicher. 1967, noch während seines Studiums, entsteht sein erstes „Kaufhausobjekt mit Fenstergriffen“. 1968 nahm er an der Ausstellung der internationalen Künstlervereinigung der Neuen Tendenzen „Tendencije 4“ in Zagreb teil. 1985–1989 war Glasmeier Dozent für Typografie an der Fachhochschule Dortmund und ab 1989 Professor für Kommunikationsdesign an der Muthesius Kunsthochschule Kiel. Glasmeier erhielt zahlreiche Auszeichnungen, darunter den 1. Preis für Skulptur der 6. Biennale Paris und den Villa-Massimo-Preis, Rom. 1994 wurde er in den Deutschen Werkbund berufen. Glasmeier starb 2003 in Gelsenkirchen. 2007 übernahm die Stiftung für Konkrete Kunst und Design Ingolstadt den Nachlass von Rolf Glasmeier. 

## Wirken
Für Rolf Glasmeier waren Kunst und Leben eng verknüpft. Er war auf nahezu allen Feldern der bildenden Kunst aktiv: als Fotograf und Typograf, Bildhauer und Grafiker, Zeichner und Objektemacher. Rolf Glasmeier war ein politischer Mensch, der sich auf vielfältige Art und Weise für die Gesellschaft und die Umwelt einsetzte. Sein von ihm initiierter Kunstraum Atelier Rolf Glasmeier gab Künstlern und Musikern in regelmäßigen Abständen Gelegenheit, ihre Arbeiten einer Öffentlichkeit zu präsentieren. Künstler aus unterschiedlichen Genres wie z. B. Mario Reis, Claus van Bebber, Julije Knifer, Klaus Küster, Jochem Ahmann, John Fischer, Knut Wolfgang Maron, Theo Jörgensmann, Miroslav Šutej oder F. K. Waechter waren hier zu Gast.
Als Mitglied des Deutschen Künstlerbundes nahm Rolf Glasmeier zwischen 1970 und 1997 an fünfzehn großen DKB-Jahresausstellungen teil.

### Werk
In seinen frühen Arbeiten, den zur Partizipation einladenden Kaufhaus-Objekten, setzt Glasmeier industriell in Serie gefertigte Alltagsgegenstände als künstlerische Elemente ein und schafft dabei interaktive Werke, die Bekanntes in einem ungewohnten Kontext zeigen und auf Veränderbarkeit angelegt sind. Dazu der Kunstkritiker Heiner Stachelhaus: „Wo Jesús Rafael Soto und François Morellet mit konkreten Mitteln den Raum visueller Erfahrbarkeit und Erlebnisse bis zu letzter Klarheit ausrecherchiert haben, ist für Glasmeier als Ziel seiner Bemühungen die haptische Qualität mit ausschlaggebend.“
Auch seinen Fotografien liegt ein freier spielerischer Kunstbegriff zugrunde. Indem Glasmeier mit Spiegelungen und Schatten vergängliche Ausschnitte der Wirklichkeit festhält und Strukturen sichtbar macht, zeigt er, was im alltäglichen Fluss des Wahrnehmens oft untergeht. War in seinem Frühwerk die Technikbegeisterung der sechziger Jahre deutlich spürbar, änderte sich ab Mitte der siebziger Jahre der Materialschwerpunkt im Werk Glasmeiers. Mit der Verwendung von Fundstücken und natürlichen Materialien statt Elementen der Konsumgesellschaft weitete Glasmeier die Auseinandersetzung mit der Struktur auf universale Fragen aus.

## Mitgliedschaften
- 1968: Neue Tendenzen
- 1969: Gruppe B1
- 1970: Westdeutscher Künstlerbund (mehrere Jahre Vorstand)
- 1970: Deutscher Künstlerbund
- 1971: Neue Gruppe Saar
- 1975: Gruppe „multi“ mit Klaus Geldmacher und Edmund Kieselbach
- 1980–1985: Bundesprüfstelle für jugendgefährdende Schriften, Bonn
- 1983: Gruppe „gerade“ mit Helmut Bettenhausen, Jiri Hilmar, Diethelm Koch, Horst Linn, Heinz Wieck
- 1989: Gruppe für gestaltung, gfg ... mit Uwe Gelesch, Klaus Küster, Jochem Ahmann u. a.
- 1992–1997: Kuratorium Kunstfonds Bonn e. V.

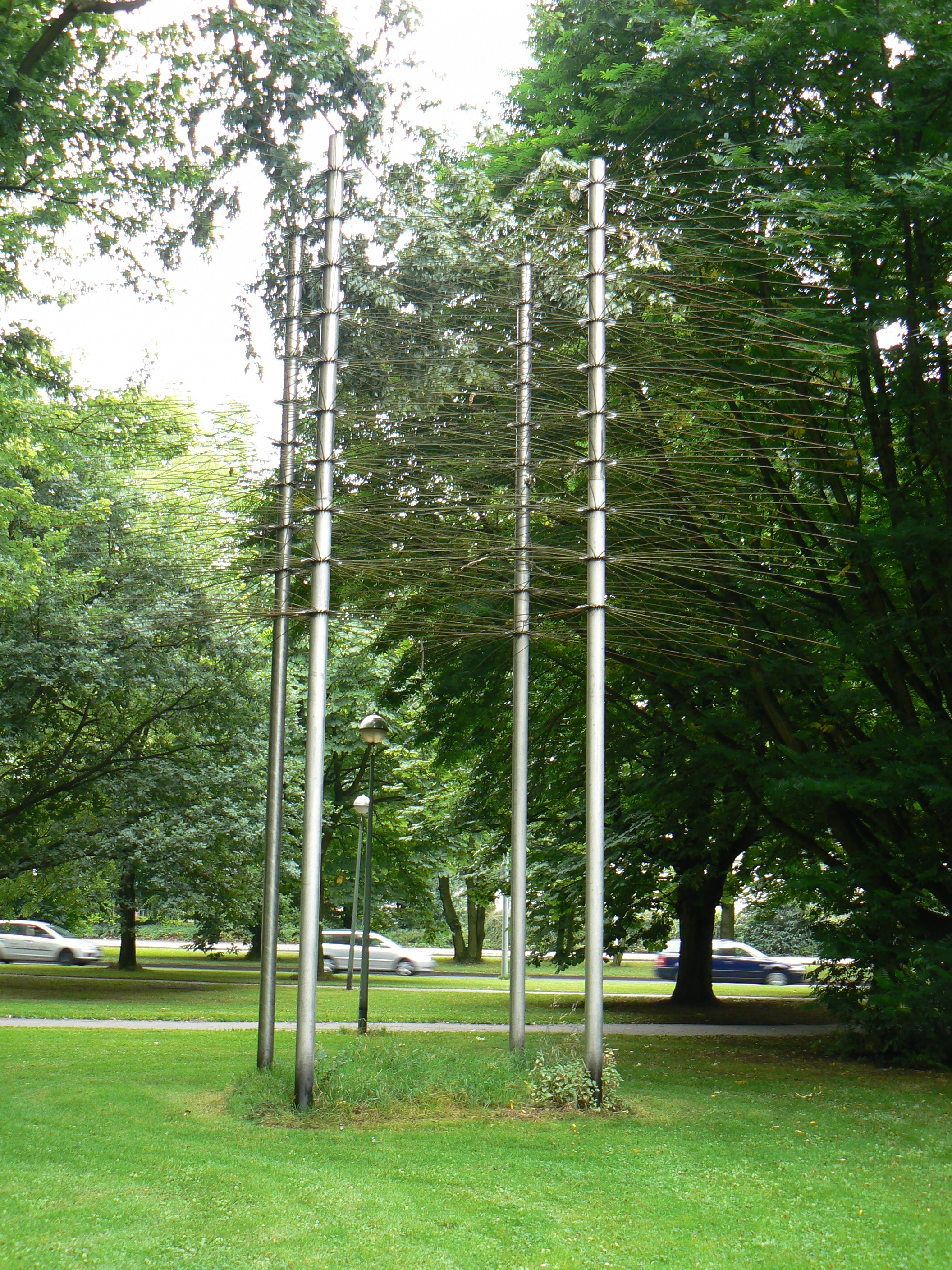
Kinetische Skulptur in Gelsenkirchen

- 1994: Deutscher Werkbund

## Preise und Auszeichnungen
- 1967: Kunstpreis der Stadt Gelsenkirchen
- 1969: 1. Preis für Skulptur der 6. Biennale Paris
- 1970: Villa Massimo Preis
- 1979: Kunstpreis junger westen  der Stadt Recklinghausen
- 1981: Barkenhoff-Stipendium Worpswede
- 1987: 1. Preis beim Gestaltungswettbewerb Wasseraufbereitungsanlage Überruhr, Stadtwerke Essen
- 1990: Preis des Kommunalverbands Ruhrgebiet für die Gestaltung der Siloanlage UTR (Umwelt-Technologie- und Recycling-Anlage) in Gladbeck
- 1992: 2. Preis beim IBA-Wettbewerb zur Gestaltung der Halde Rungenberg Gelsenkirchen

## Einzelausstellungen (Auswahl)
- (op) art galerie, Esslingen, 1968
- "Spielobjekte", Die Neue Sammlung, München, 1969
- Galerie Denis Rene Hans Mayer, Düsseldorf, 1971
- "Objekte, Zeichnungen, Typografie", Museum Folkwang, Essen, 1972
- "Objekte und fotografische Bilder", Galerie St. Johann, Saarbrücken, 1978
- „Realität – Irrealität“, Kunsthalle Recklinghausen, 1979
- Skulpturenmuseum Glaskasten Marl, 1985
- "Rolf Glasmeier - Retrospektive", Museum für Konkrete Kunst Ingolstadt, 2008

## Werke in öffentlichen Sammlungen (Auswahl)
- Museum für Konkrete Kunst und Design Ingolstadt[2]
- Kunstmuseum Gelsenkirchen
- Göteborgs Konsthall
- Museum für Konkrete Kunst, Ingolstadt
- Kunsthalle Recklinghausen
- Lehmbruck-Museum Duisburg
- Museum Ostwall Dortmund
- Skulpturenmuseum Glaskasten Marl
- Museum Schloss Morsbroich, Leverkusen
- Bundeskunstsammlung
- Niedersächsisches Landesmuseum für Kunst und Kulturgeschichte, Münster
- Städtische Galerie Lüdenscheid